# Matteo Ricci
Matteo Ricci (6. října 1552 – 11. května 1610; zjednodušená čínština: 利玛窦; tradiční čínština: 利瑪竇; pinyin: Lì Mǎdòu; český přepis: Li Ma-tou) byl italský jezuitský misionář, jeden ze zakladatelů jezuitských misií v Číně. Je autorem prvního portugalsko-čínského slovníku a také vůbec nejstarší dochované mapy světa západního stylu psané v čínštině a zároveň zahrnující i americký kontinent - Kchun-jü wan-kuo čchüan-tchu (Mapa nesčetných zemí světa).

## Život

### Mládí a studia
Narodil se roku 1552 v italské Maceratě, která byla tehdy součástí papežského státu a dnes se nachází v regionu Marche. Na jezuitské škole v Římě se začal vyučovat teologii a právu a již roku 1571 vstoupil do jezuitského řádu. Roku 1577 se pokusil získat souhlas s vysláním na misijní cestu na Východ a po kladném vyřízení se v březnu roku 1578 vydal z portugalského Lisabonu na cestu. V září téhož roku pak připlul do Goy, tehdy portugalské kolonie a součásti portugalské Indie. Čtyři roky na to se vydal na cestu do Číny.

### Počátky misie
V srpnu roku 1582 se Ricci vydal do portugalské kolonie Macaa na jihočínském pobřeží, jelikož v tehdejší době byla křesťanská misie omezena výhradně na jihovýchodní Asii; hlavní překážkou šíření misie totiž byla špatná znalost čínštiny křesťanskými misionáři. Ricci proto začal pečlivě studovat nejen čínský jazyk, ale i zvyky obyvatel Číny a společně s Michelem Ruggierim začali navštěvovat významná města v oblasti, jako například Kanton nebo Čao-čching.

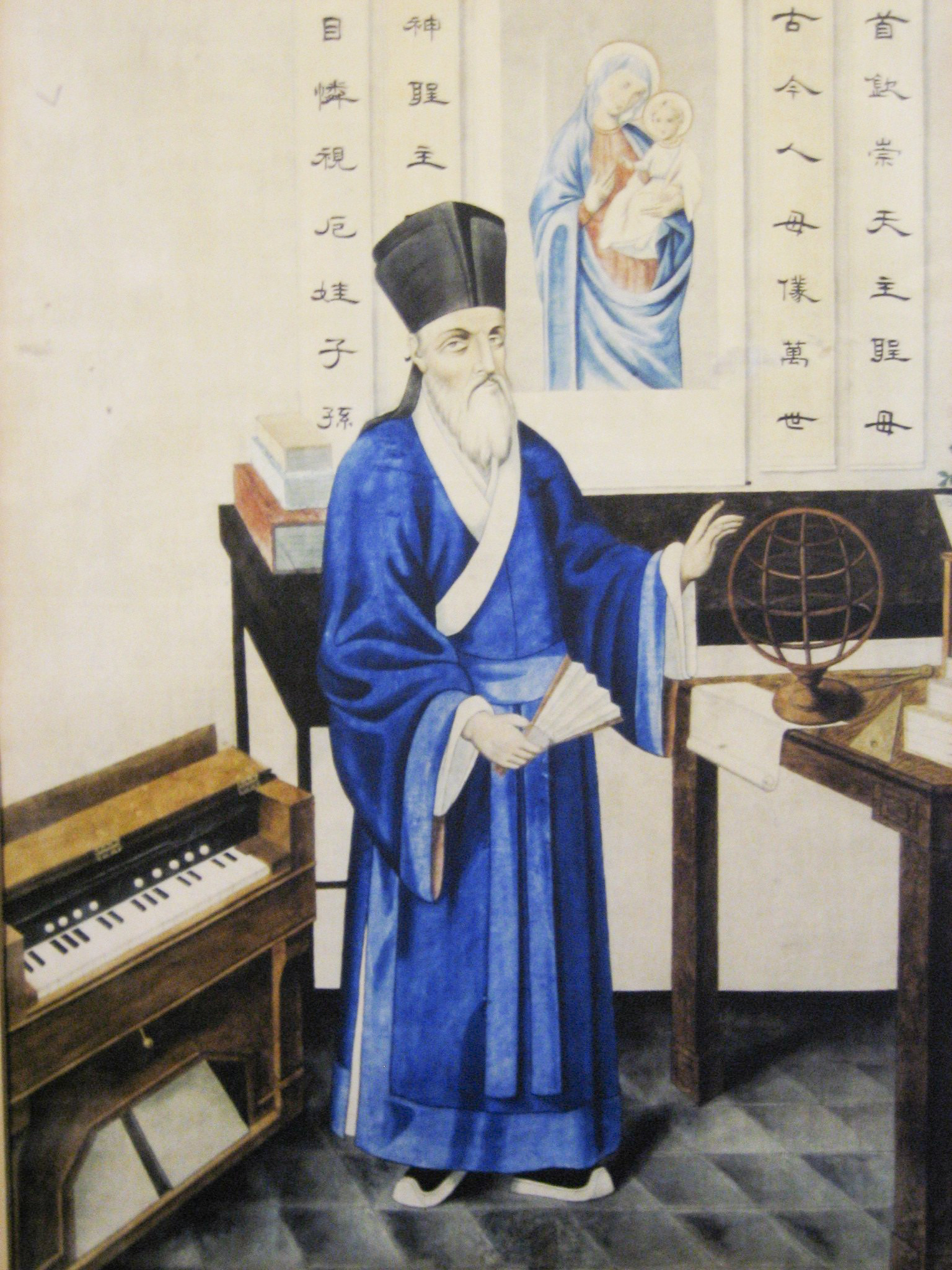
Ricci v tradiční čínské róbě

Roku 1583 do Čao-čchingu přesídlili a zůstali zde až do roku 1589. Pravděpodobně v této době Ricci s Ruggierim sestavili první čínsko-portugalský slovník, vůbec první evropsko-čínský slovník, který obsahoval konzistentní systém pro transkripci čínských slov do latinské abecedy. Tento slovník byl však po dlouhá staletí ukryt bez povšimnutí v jezuitských archivech v Římě a až roku 1934 náhodně objeven. Svého prvního vydání se dočkal až roku 2001.

### V Pekingu
Ricci dále cestoval po čínském území a šířil křesťanství, až jej roku 1597 Alessandro Valignano jmenoval hlavním jezuitském misionářem pro území Číny. O rok později Ricci dorazil do Pekingu, avšak kvůli právě probíhající válce mezi Japonskem a Koreou se mu nepodařilo dostat do Zakázaného města a po dvouměsíčním čekání byl nucen Peking opustit a vrátit se do Nankingu. V roce 1601 se Ricci za doprovodu španělského jezuity Diego de Pantojeho do Pekingu vrátil. I když se mu nepodařilo osobně se setkat s císařem Wan-liem, podařilo se mu dostat se pod jeho patronaci; císař je dokonce finančně zajistil natolik, že Ricci společně s dalšími jezuity mohli dále rozvíjet svou misijní činnost. Ricci byl vůbec prvním Evropanem, kterému se podařilo dostat se do Zakázaného města.
Ricci usiloval o úpravu katolické liturgie pro místní kulturní poměry včetně používání čínštiny a začlenění prvků konfucianismu. Jeho žádosti však byly po několika letech zamítnuty.
V Pekingu Ricci zůstal až do své smrti roku 1610. Během tohoto pekingského období se mu podařilo přesvědčit ke konverzi řadu tamějších obyvatel včetně některých vysoce postavených úředníků.